# Singapore Premier League 2018
Die Singapore Premier League 2018, aus Sponsorgründen auch  Great Eastern Hyundai Singapore Premier League genannt, war die erste Spielzeit der höchsten singapurischen Fußballliga seit der Ligareform 2018. Die Saison begann am 31. März 2018 und war am 3. Oktober 2018 beendet.

## Mannschaften
| Mannschaft                 | Standort                    | Stadion                           | Kapazität |
| -------------------------- | --------------------------- | --------------------------------- | --------- |
| Albirex Niigata (Singapur) | Jurong                      | Jurong East Stadium               | 2700      |
| Balestier Khalsa           | Toa Payoh                   | Toa Payoh Stadium                 | 3800      |
| Brunei DPMM FC             | Bandar Seri Begawan, Brunei | Hassanal Bolkiah National Stadium | 28.000    |
| Geylang International      | Bedok                       | Bedok Stadium                     | 3800      |
| Home United                | Bishan                      | Bishan Stadium                    | 3500      |
| Hougang United             | Hougang                     | Hougang Stadium                   | 3400      |
| Tampines Rovers            | Tampines                    | Our Tampines Hub                  | 5000      |
| Warriors FC                | Choa Chu Kang               | Choa Chu Kang Stadium             | 4000      |
| Young Lions                | Kallang                     | Jalan Besar Stadium               | 6000      |

## Personal
| Mannschaft                 | Trainer           | Mannschaftskapitän |
| -------------------------- | ----------------- | ------------------ |
| Albirex Niigata (Singapur) | Kazuaki Yoshinaga | Wataru Murofushi   |
| Balestier Khalsa           | Marko Kraljević   | Zaiful Nizam       |
| Brunei DPMM FC             | Renê Weber        | Shahrazen Said     |
| Geylang International      | Hirotaka Usui     | Yūki Ichikawa      |
| Home United                | Aidil Sharin      | Izzdin Shafiq      |
| Hougang United             | Philippe Aw       | Nurhilmi Jasni     |
| Tampines Rovers            | Jürgen Raab       | Fahrudin Mustafić  |
| Warriors FC                | Mirko Grabovac    | Kento Fukuda       |
| Young Lions                | Fandi Ahmad       | Taufiq Muqminin    |

## Ausländische Spieler
Jede Mannschaft, außer den Young Lions, darf zwei ausländische Spieler verpflichten. Nur  Brunei DPMM FC darf drei Ausländer unter Vertrag nehmen.
| Mannschaft                 | Spieler 1            | Spieler 2         | Spieler 3          | Nachwuchsspieler 1 | Nachwuchsspieler 2 | Ehemalige Spieler |
| -------------------------- | -------------------- | ----------------- | ------------------ | ------------------ | ------------------ | ----------------- |
| Albirex Niigata (Singapur) | Shahul Rayyan        | Adam Swandi       |                    |                    |                    |                   |
| Balestier Khalsa           | Vedran Mese          | Keegan Linderboom |                    | Dusan Marinkovic   | Sanjin Vrebac      |                   |
| Brunei DPMM FC             | Mojtaba Esmaeilzadeh | Brian McLean      | Wolodymyr Pryjomow |                    |                    |                   |
| Geylang International      | Yūki Ichikawa        | Fumiya Kogure     |                    |                    |                    |                   |
| Home United                | Isaka Cernak         | Song Ui-young     |                    |                    |                    | Sirina Camara     |
| Hougang United             | Antoine Viterale     | Jang Jo-yoon      |                    |                    |                    | Adam Mitter       |
| Tampines Rovers            | Jordan Webb          | Ryūtarō Megumi    |                    |                    |                    |                   |
| Warriors FC                | Jonathan Béhé        | Kento Fukuda      |                    |                    |                    |                   |
| Young Lions                |                      |                   |                    |                    |                    |                   |

## Abschlusstabelle
| Pl. | Verein                             | Sp. | S  | U | N  | Tore    | Diff. | Punkte |
| --- | ---------------------------------- | --- | -- | - | -- | ------- | ----- | ------ |
| 1.  | Albirex Niigata (Singapur) (M) (P) | 24  | 21 | 3 | 0  | 069:170 | +52   | 66     |
| 2.  | Home United                        | 24  | 12 | 7 | 5  | 048:360 | +12   | 43     |
| 3.  | Brunei DPMM FC                     | 24  | 11 | 8 | 5  | 046:380 | +8    | 41     |
| 4.  | Tampines Rovers                    | 24  | 12 | 4 | 8  | 043:270 | +16   | 40     |
| 5.  | Warriors FC                        | 24  | 7  | 7 | 10 | 032:350 | −3    | 28     |
| 6.  | Balestier Khalsa                   | 24  | 7  | 6 | 11 | 025:360 | −11   | 27     |
| 7.  | Young Lions                        | 24  | 5  | 6 | 13 | 025:460 | −21   | 21     |
| 8.  | Geylang International              | 24  | 5  | 5 | 14 | 026:570 | −31   | 20     |
| 9.  | Hougang United                     | 24  | 2  | 6 | 16 | 022:440 | −22   | 12     |

| Zum Saisonende 2018: |
|  Teilnahme an der ersten Qualifikationsrunde Gruppenphase der AFC Champions League 2019 Teilnahme an der Gruppenphase des AFC Cup 2019 |

| Zum Saisonende 2017: |                                                     |
| (M)                  | Amtierender Meister: Albirex Niigata (Singapur)     |
| (P)                  | Amtierender Pokalsieger: Albirex Niigata (Singapur) |

| Anmerkung: Die ausländischen Vereine Brunei DPMM FC und Albirex Niigata (Singapur) sowie die Young Lions können sich nicht für internationale Spiele qualifizieren. |

## Beste Torschützen
| Platz | Spieler            | Mannschaft                 | Tore |
| ----- | ------------------ | -------------------------- | ---- |
| 1.    | Shuhei Hoshino     | Albirex Niigata (Singapur) |      |
| 2.    | Wolodymyr Pryjomow | Brunei DPMM FC             | 18   |
| 3.    | Jonathan Béhé      | Warriors FC                | 17   |
| 4.    | Khairul Amri       | Tampines Rovers            | 15   |
| 5.    | Shahril Ishak      | Home United                | 13   |
| 6.    | Taku Morinaga      | Albirex Niigata (Singapur) | 11   |
| 6.    | Adi Said           | Brunei DPMM FC             | 11   |
| 8.    | Song Ui-young      | Home United                | 10   |
| 9.    | Wataru Murofushi   | Albirex Niigata (Singapur) | 9    |
| 10.   | Ikhsan Fandi       | Young Lions                | 8    |
| 11.   | Shawal Anuar       | Geylang International      | 7    |
| 11.   | Fairoz Hasan       | Geylang International      | 7    |
| 11.   | Hafiz Nor          | Home United                | 7    |
| 14.   | Kenya Takahashi    | Albirex Niigata (Singapur) | 6    |

## Weiße Weste (Clean Sheets)
| Platz | Spieler         | Mannschaft                 | zu Null |
| ----- | --------------- | -------------------------- | ------- |
| 1.    | Yōsuke Nozawa   | Albirex Niigata (Singapur) | 10      |
| 2.    | Syazwan Buhari  | Tampines Rovers            | 8       |
| 3.    | Rudy Khairullah | Home United                | 5       |
| 3.    | Mukundan Maran  | Warriors FC                | 5       |
| 5.    | Zaiful Nizam    | Balestier Khalsa           | 4       |

## Hattricks
| Spieler                | Verein                     | Gegnerischer Verein   | Ergebnis | Datum              |
| ---------------------- | -------------------------- | --------------------- | -------- | ------------------ |
| Taku Morinaga          | Albirex Niigata (Singapur) | Balestier Khalsa      | 5 : 0    | 27. Mai 2018       |
| Jonathan Béhé          | Warriors FC                | Tampines Rovers       | 3 : 2    | 17. Juni 2018      |
| Khairul Amri           | Tampines Rovers            | Balestier Khalsa      | 5 : 2    | 30. Juni 2018      |
| Khairul Amri           | Tampines Rovers            | Geylang International | 4 : 1    | 21. Juli 2018      |
| Abdul Azizi Ali Rahman | Brunei DPMM FC             | Hougang United        | 3 : 1    | 18. August 2018    |
| Song Ui-young          | Home United                | Warriors FC           | 4 : 3    | 23. September 2018 |

## Auszeichnungen
| Auszeichnung                | Name                       | Mannschaft                 |
| --------------------------- | -------------------------- | -------------------------- |
| Spieler des Jahres          | Wataru Murofushi           | Albirex Niigata (Singapur) |
| Nachwuchsspieler des Jahres | Adam Swandi                | Albirex Niigata (Singapur) |
| Trainer des Jahres          | Kazuaki Yoshinaga          | Albirex Niigata (Singapur) |
| Fair Play Award             | Albirex Niigata (Singapur) |                            |
| Schiedsrichter des Jahres   | Nathan Chan                |                            |

## Ausrüster und Sponsoren
| Mannschaft                 | Ausrüster | Sponsor             |
| -------------------------- | --------- | ------------------- |
| Albirex Niigata (Singapur) | Hummel    | Canon               |
| Balestier Khalsa           | Mawin     | Jeep                |
| Brunei DPMM FC             | Lotto     |                     |
| Geylang International      | FBT       | Epson               |
| Home United                | Puma      | Lionco Investments  |
| Hougang United             | Vonda     | Assisi Hospice      |
| Tampines Rovers            | Hummel    | ANA Courier Express |
| Warriors FC                | Umbro     |                     |
| Young Lions                | Nike      |                     |